# Phyllotreta ogloblini
Phyllotreta ogloblini es una especie de insecto coleóptero de la familia Chrysomelidae. Fue descrita científicamente en 1960 por Shapiro.